# Nash (Oklahoma)
Nash – miasto w Stanach Zjednoczonych, w stanie Oklahoma, w hrabstwie Grant.